# Hryškivci
Hryškivci (ukrajinsky Гришківці, rusky Гришковцы – Griškovcy) jsou městys (ukrajinsky selyšče) v Žytomyrské oblasti na Ukrajině. K roku 2015 měly přes čtyři tisíce obyvatel.

## Poloha a doprava
Hryškivci leží na severním okraji Berdyčiva, jemuž tak fakticky tvoří severní předměstí. Centra obou obcí jsou vzdálena přibližně šest kilometrů. Od Žytomyru, správního střediska oblasti, jsou Hryškivci vzdáleny přibližně čtyřicet kilometrů jižně.
U severovýchodního okraje obce prochází dálnice M 21 ze Žytomyru, která dále vede přes Brodecke, Kalynivku a Vinnycju do Mohylivu-Podolského. Je po ní vedena Evropská silnice E 583, která dále pokračuje Moldavskem přes Bălți do Rumunska, kde prochází přes Jasy a končí v Romanu.

## Dějiny
Městys byl založena v roce 1775. Od roku 1938 má status městysu.

### Rodáci
- Natalija Oleksandrivna Vasyljuková (* 1978), cirkusová artistka, hadí žena